# Euplectes macroura
El obispo dorsiamarillo (Euplectes macroura) es una especie de ave paseriforme de la familia Ploceidae propia del África subsahariana tropical. Es la especie tipo del género Euplectes.

## Descripción
Los machos son más grandes que las hembras, y además en la época de cría sus colas se vuelven más largas, y adquieren un llamantivo plumaje negro y amarillo. El plumaje reproductivo del macho es totalmente negro, salvo los hombros que son de color amarillo intenso. El manto de los machos puede ser también amarillo, pero en el caso de la especie del noreste  E. m. macrocercus, es negro. Fuera de la época de cría los machos adquieren un plumaje marrón claro con veteado oscuro, similar al de las hembras, aunque estos mantienen la mancha amarilla de los hombros.

## Distribución y hábitat
Se distribuye por los herbazales húmedos o humedales del África tropical.

## Taxonomía
Se reconocen tres subespecies:
- E. m. macrocercus - ocupa África oriental (Etiopía, Uganda y oeste de Kenia);
- E. m. conradsi - endémica de la isla Ukerewe en el lago Victoria;
- E. m. macroura - se encuentra en el resto del África tropical.